# Booksmart
Booksmart ist eine Filmkomödie von Olivia Wilde, die am 10. März 2019 beim South by Southwest Film Festival ihre Premiere feierte und am 24. Mai 2019 in die US-Kinos kam. In Deutschland kam der Film am 14. November 2019 in die Kinos.

## Handlung
Molly und Amy sind beste Freundinnen und haben die Highschool ziemlich gut gemeistert. Die ehrgeizige Molly ist Jahrgangssprecherin, hat einen Studienplatz an einer renommierten Uni sicher und strebt eine steile Karriere als Juristin an. Auch Amy wurde von einer Eliteuniversität angenommen, will aber zuerst noch in Botswana etwas Entwicklungshilfe leisten. Am Tag vor der Abschlussfeier kommt beiden die Erkenntnis, dass sie die ganze Zeit so damit beschäftigt waren, sich um ihre Zukunft zu sorgen, dass sie es versäumt hatten, Teenager zu sein. Daher versuchen sie, das bisher Versäumte in einer einzigen Nacht zu erleben.

## Produktion

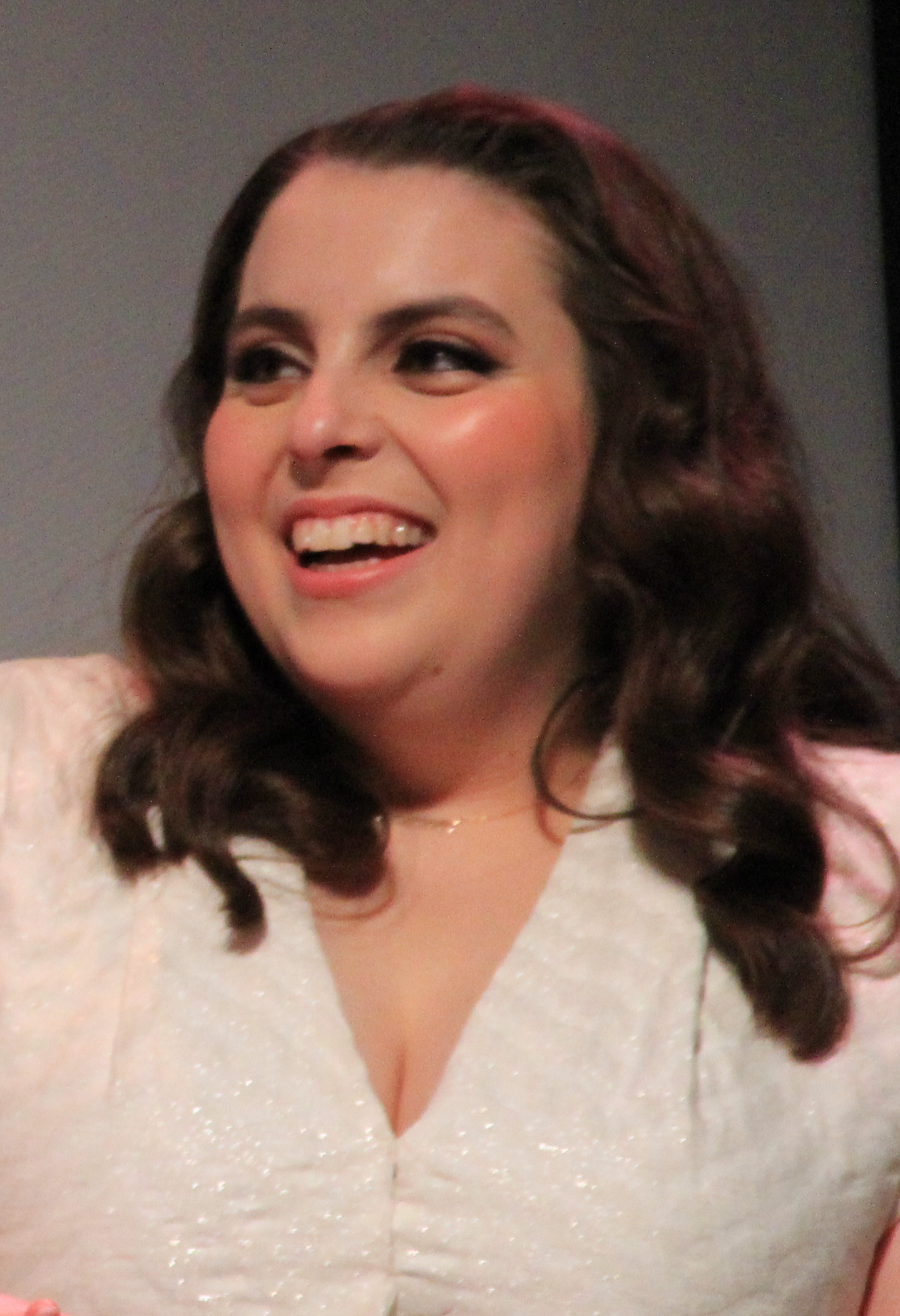
Beanie Feldstein beim South by Southwest Film Festival

Es handelt sich bei Booksmart um das Spielfilmregiedebüt von Olivia Wilde. Die Dreharbeiten fanden in Los Angeles statt. Die Filmmusik komponierte Dan the Automator. Der Soundtrack, der insgesamt acht Musikstücke umfasst, wurde am 24. Mai 2019 von Lakeshore Records als Download veröffentlicht.
Die deutsche Synchronisation entstand nach einem Dialogbuch von Michael Schernthaner und der Dialogregie von Dennis Schmidt-Foß im Auftrag von EuroSync.

### Filmverwertung
Der Film wurde am 10. März 2019 beim South by Southwest Film Festival erstmals gezeigt. Ein erster Trailer wurde kurz nach der Premiere vorgestellt. Am 24. Mai 2019 kam der Film in die US-Kinos. Es folgten in den USA Veröffentlichungen im digitalen Bereich (auf Amazon Prime und iTunes am 20. August 2019) und auf DVD und Blu-ray (am 3. September 2019).
Weitere internationale Veröffentlichungen folgten direkt im Anschluss an den US-Start größtenteils im Mai und Juni 2019 in Ländern wie Großbritannien, Ungarn, Schweden, Brasilien, Norwegen, Belgien, Australien, Spanien und den Niederlanden. Lediglich in Frankreich und der Schweiz erschien der Film nicht im Kino, sondern am 24. Mai direkt auf Netflix.
Der deutsche Kinostart wurde zunächst für den 13. Juni 2019 über den Verleih Wild Bunch angekündigt, später jedoch auf den 14. November über den Verleih Weltkino verlegt. Im Oktober 2019 feierte Booksmart seine deutsche Premiere beim Film Festival Cologne. In Österreich fand der Kinostart ebenfalls am 14. November 2019 über den Verleih Polyfilm statt.
In der Vermarktung wurde für den deutschen Markt das Originalfilmplakat u. a. dahingehend angepasst, dass die beiden Hauptfiguren in einem weiteren Ausschnitt zu sehen sind, wodurch auch der Hintergrund vergrößert wurde. Dieser erhielt statt des schlichten Graus des US-Plakats einen knallig gelben Beton-Look, der zusätzlich mit Schulmotiv-Wandkritzeleien versehen wurde. Die Tagline wurde von „Getting Straight A’s. Giving Zero F’s.“ auf „Sch*** auf Schule – Jetzt wird gefeiert!“ geändert. Dadurch erhielt der Film in der deutschen Marketing-Kampagne eine deutliche Einordnung in das Genre „Schulfilm“, was in der US-Strategie so nicht erfolgte.
Der deutsche Trailer entspricht dem Official Restricted US-Trailer. In der deutschen Synchronisation befindet sich eine kleinere inhaltliche Änderung: Im englischen Original nennt Molly Amy als Vorbilder, die erfolgreich Regeln gebrochen haben: den Jahrhundertkünstler Pablo Picasso, die Bürgerrechtlerin Rosa Parks und die Frauenrechtsaktivistin Susan B. Anthony. In der deutschen Variante nennt Molly als Beispiele Picasso, die Sängerin Amy Winehouse und den US-Präsidenten Donald Trump.

## Rezeption

### Altersfreigabe
In den USA erhielt der Film von der MPAA ein R-Rating, was einer Freigabe ab 17 Jahren entspricht. In Deutschland wurde der Film von der FSK ab 12 Jahren freigegeben. In der Freigabebegründung heißt es, der Film spiegele verschiedene jugendliche Lebensstile und Alltagsprobleme mit viel Dialogwitz und Situationskomik, zeichne seine Hauptfiguren aber auch einfühlsam. Einzelne Konflikte, die Darstellung von Drogenkonsum und erotischen Sehnsüchten sowie die teilweise derbe Sprache könnten Kinder unter 12 Jahren irritieren und überfordern.

### Kritiken
Der Film stieß bislang auf die Zustimmung von 96 Prozent aller Kritiker bei Rotten Tomatoes und erreichte hierbei eine durchschnittliche Bewertung von 8,3 der möglichen 10 Punkte. Zudem ging der Film aus den 21. Annual Golden Tomato Awards in der Kategorie Best Comedies 2019 als Sieger hervor. Hierdurch befindet er sich dort in der Top 10 der besten LGBT-Filme aller Zeiten. Die von Filmkritikerinnen initiierte Film-Website Cherry Picks, die sich für die Geschlechtergerechtigkeit im Bereich der Filmkritik einsetzt, gibt einen Wert von 87 Prozent an und empfiehlt den Film als sehenswert.
Kai Mihm von epd Film schreibt, Booksmart sei viel zu nett und versöhnlich, um wirklich etwas Wahrhaftiges über jugendliche Lebenserfahrungen zu erzählen: „Es gibt keine Häme, keine Cliquen und keinen Rassismus in der bürgerlichen weißen Welt des Films. Nicht einmal Amys offene Homosexualität macht sie zu einer Zielscheibe, und selbst ein heftiger, öffentlich ausgetragener Streit der Freundinnen mündet ohne größere Umschweife in eine Versöhnung.“ Mit gutem Willen könne man Booksmart einen romantischen Traum nennen, es gebe ein paar hübsche Ideen und das große Plus seien die charismatischen jungen Schauspieler, so Mihm weiter, beim Versuch, bekannte Motive neu aufzuziehen, habe Olivia Wilde aber jugendliche Lebenswelten glattgebügelt.
Peter Osteried von der Gilde deutscher Filmkunsttheater schreibt, Booksmart sei milde unterhaltsam, wenn auch eher auf eine vignettenhafte Art und Weise: „Einige Szenen sind witzig, andere überkandidelt oder so übertrieben, dass jeder Anspruch an Authentizität flöten geht.“ Was bleibe, sei ein ehrenwerter Versuch, aber auch ein reichlich klischierter Film, der die Zielgruppe der Teenager vielleicht auf ganzer Linie unterhalten könne, für ältere Zuschauer aber sehr, sehr wenig zu bieten habe: „Einfach nur eine weitere deftig-zotige Coming-of-Age-Geschichte, deren feministischer Ansatz im Grunde nur behauptet ist.“
Die Jugendzeitschrift Spiesser bezeichnet den Film als „lustig, leichte Klischeekomödie“, die „trotz der modernen Aufmachung (s. o. LGBTQ-Einbezug) eine typische Highschoolkomödie“ bleibe, die viele Klischees bediene, wenig Überraschungsmomente bereithielte und „streckenweise extrem überzogen“ sei. Auch wenn „die knalligen Farben der Aufnahmen und der Soundtrack“ im Kino gut wirken würden, reiche dem Film auch „der kleine Bildschirm“ auf dem Laptop daheim aus, so die Rezensentin.
Auch Bettina Steiner von Die Presse findet, dass der Film dem Hype nicht gerecht würde, da er selbst zu musterhaft sei. „Während Autorinnen und Regisseurinnen wie Phoebe Waller-Bridge (Fleabag) oder Kay Cannon (Sex-Pakt) vorführen, wie anarchisch und im besten Sinn schockierend feministischer Humor sein kann, ist Olivia Wildes Film vor allem brav. Wie seine Hauptfiguren schlägt er nur sehr kontrolliert über die Stränge. (…) Aber all diese Schlamassel, all die Fettnäpfchen, in die sie treten, wirken ausgedacht, konstruiert, als gäbe es keine wahre[n] Untiefen in einem Teenagerleben, als täte enttäuschte Liebe nur ein paar Minuten weh und als müsste man nur erkennen, dass wahre Freunde das Wichtigste sind, und schon ist alles wieder gut.“ Das sei „ein bisschen süß, ein bisschen witzig, aber leider nicht anarchisch genug“.

### Einspielergebnisse
Am Startwochenende in den USA spielte Booksmart auf 2.500 Leinwänden ca. 6,9 Millionen US-Dollar ein. Insgesamt erzielte der Film in den USA trotz guter Kritiken nur ein Gesamteinspiel von ca. 22 Millionen US-Dollar, was in der Branche als Flop gewertet wurde.
Auch der deutsche Kinostart erwies sich als enttäuschend: Am Startwochenende erreichte der Film auf 212 Leinwänden nur 8.655 Zuschauer und spielte 70.385 Euro ein. Damit landete er auf Platz 25 der Kinocharts. Insgesamt erreichte Booksmart in Deutschland ca. 31.500 Besucher mit einem Einspiel von 204.000 Euro.

### Auszeichnungen
Film Festival Cologne 2019
- Nominierung für den Hollywood Reporter Award (Olivia Wilde)[31]

Gilde-Filmpreis 2019
- Auszeichnung  als Bester Jugendfilm[32]

GLAAD Media Awards 2020
- Nominierung als Bester Film – Wide Release[33]

Golden Globe Awards 2020
- Nominierung als Beste Hauptdarstellerin – Komödie/Musical (Beanie Feldstein)

Gotham Awards 2019
- Nominierung für die Beste Nachwuchsregie (Olivia Wilde)

Hollywood Film Awards 2019
- Auszeichnung als Breakthrough Director (Olivia Wilde)[34]

Independent Spirit Awards 2020
- Auszeichnung als Bester Debütfilm

Toronto Film Critics Association Awards 2019
- Auszeichnung als Bestes Spielfilmdebüt[35]

Writers Guild of America Awards 2020
- Nominierung für das Beste Originaldrehbuch (Emily Halpern, Sarah Haskin, Susanna Fogel und Katie Silberman)[36]